# مهدی یوسفی
مهدی یوسفی کشتی‌گیر آزادکار ایرانی اهل چهارمحال و بختیاری است.
از افتخارات وی می‌توان به کسب مدال طلا مسابقات قهرمانی کشتی آسیا ۲۰۲۵ اشاره کرد.

## فعالیت حرفه‌ای ورزشی

### قهرمانی کشتی آسیا ۲۰۲۵
در وزن ۷۹ کیلوگرم مهدی یوسفی در دور اول با نتیجه ۱۲ بر ۲ کاکامیرات آشیروف از ترکمنستان را مغلوب کرد. وی در دور بعد با نتیجه ۱۱ بر ۴ مقابل دولت یرگیش دارنده مدال نقره زیر ۲۳ سال جهان از قزاقستان پیروز شد و به مرحله نیمه نهایی راه یافت. یوسفی در این مرحله با نتیجه ۸ بر ۵ از سد ماگومت اولویف تاجیکستان گذشت و به دیدار فینال راه یافت. وی در این دیدار با نتیجه ۱۰ بر صفر خیدیر سیف‌الدینوف از بحرین را مغلوب کرد و به مدال طلا دست یافت.